# Марьина Роща (кладбище)
«Ма́рьина Ро́ща» — кладбище в Советском районе Нижнего Новгорода. Располагается в одноимённом лесу, общая площадь кладбища 258 гектаров. Лесной массив Марьина роща охраняется государством как эталон зональных широколиственных лесов области. Городской некрополь занимает лишь часть этого массива.

## История
Марьина роща в Нижнем Новгороде известна с XVII века. В документах того времени данная территория носит название «пустошь Марьино». Название, согласно преданию, роще было дано по имени атаманши Марьи, которая разбойничала на московской дороге.
Кладбище «Марьина роща» было основано в 1938-м году.
С 1939 года на территории кладбища были выделены участки для еврейского и татарского кладбищ. Во время Великой Отечественной войны 1941—1945 годов на кладбище производились захоронения воинов Красной Армии, умерших в госпиталях, коих было захоронено несколько тысяч человек. Братские воинские захоронения периода Великой Отечественной войны составляют отдельную аллею и являются местом поклонения их памяти.
В 1965 году здесь был открыт мемориал воинской славы в честь умерших воинов. На кладбище похоронены многие деятели науки и искусства, видные военачальники Нижнего Новгорода. По некоторым сведениям, здесь есть могилы священнослужителей.
В 1997 году на кладбище открыт мемориал в память воинов-нижегородцев, павших 6 марта 1996 года в Чечне.
В 1999 году на территории кладбища был освящён Храм Всех Святых.
В 2002 году открыт мемориал в память моряков-подводников, трагически погибших на атомной подводной лодке К-141 «Курск» в 2000 году.
В 2004 году при участии посольства Венгрии в России на кладбище был открыт памятный знак солдатам и офицерам Королевской армии Венгрии.
17 сентября 2009 года у входа на кладбище был установлен памятный знак памяти жертв политических репрессий, расстрелянных на территории Марьиной рощи в 1941—1945 гг.

## Современность
Кладбище «Марьина роща» является закрытым. Разрешены захоронения только в семейные могилы. Также на кладбище ведутся захоронения известных нижегородцев.

## Известные люди, похороненные на кладбище «Марьина роща»
- Алифанов, Николай Григорьевич — участник Великой Отечественной войны, Герой Советского Союза, заслуженный лётчик-испытатель СССР, полковник
- Алферьев, Михаил Яковлевич — инженер-кораблестроитель, основоположник строительства катамаранов в СССР, профессор, доктор технических наук, участник Гражданской войны, мастер спорта СССР по альпинизму.
- Анисимов, Виктор Дмитриевич — участник Великой Отечественной войны, Герой Советского Союза, майор артиллерии
- Васюнин, Пётр Никифорович — участник Великой Отечественной войны, контр-адмирал, награждён двумя Орденами Ленина, Орденом Отечественной войны I степени, Орденом Нахимова
- Ваганов, Сергей Иванович — участник Великой Отечественной войны, кавалер 3-х орденов Славы, сержант
- Волошин, Николай Григорьевич — актёр театра и кино, народный артист РСФСР
- Второв, Николай Иванович — активный участник Октябрьской революции 1917 года, первый комендант Зимнего дворца
- Голубков, Алексей Андреевич — матрос с Крейсера «Варяг»[3]
- Гусева, Тамара Петровна — живописец, театральный художник, заслуженный художник РСФСР
- Девятых, Григорий Григорьевич — советский и российский химик, академик РАН, Герой Социалистического Труда
- Жорин, Андрей Дмитриевич — матрос с Крейсера «Варяг»[3]
- Захаров, Алексей Никонорович — участник Великой Отечественной войны, Герой Советского Союза, Почётный гражданин Нижегородской области, полковник артиллерии[4][5]
- Кикин, Андрей Викторович — скульптор-монументалист, график, художник-иллюстратор[6]
- Кравец, Пётр Акимович — участник Великой Отечественной войны, Герой Советского Союза, лейтенант артиллерии[7]
- Крестьянинов, Евгений Владимирович — российский государственный и политический деятель
- Кривоногов, Иван Павлович — офицер РККА, участник Советско-финской войны, а также Великой Отечественной войны, один из участников побега группы Девятаева, писатель мемуриарист.
- Кузнецов, Виктор Павлович — советский офицер, в годы Великой Отечественной войны — механик-водитель танка 252-го танкового полка 2-й механизированной бригады 5-го механизированного корпуса 6-й танковой армии 2-го Украинского фронта, младший сержант. Герой Советского Союза
- Лерман, Семён Эммануилович (Маневич) — известный советский и российский театральный режиссёр, заслуженный деятель искусств Эстонской ССР, народный артист РФ, с 1982 по 2009 гг. — главный режиссёр Нижегородского театра «Комедія»
- Лещинский, Владимир Михайлович — первый управляющий Нижегородской радиолабораторией
- Марушин, Николай Алексеевич — в годы Великой Отечественной войны — командир отделения 696-го стрелкового полка (383-я стрелковая дивизия, 33-я армия, 1-й Белорусский фронт). За мужество и героизм, проявленные 5 февраля 1945 года при форсировании реки Одер был удостоен звания Героя Советского Союза. Подполковник милиции[8]
- Наравцевич, Борис Абрамович — известный советский театральный режиссёр, народный артист РСФСР, в 1963—1966 годах главный режиссёр Воронежского ТЮЗа, в 1966—1970 годах — Рязанского ТЮЗа, в 1970—1986 гг. — Горьковского ТЮЗа
- Нестеров, Аркадий Александрович — советский композитор, народный артист РСФСР[9]
- Пальмов, Александр Саввич — заслуженный врач РСФСР, Герой Труда
- Платов, Алексей Иванович — участник Великой Отечественной войны, старшина артиллерии, Герой Советского Союза[10]
- Садовский, Юрий Владимирович — участник Великой Отечественной войны, Герой Советского Союза, полковник артиллерии[11]
- Сивухин, Лев Константинович — советский и российский хоровой и оркестровый дирижёр, педагог, народный артист России
- Терешков, Алексей Дмитриевич — участник Первой мировой, Гражданской и Великой Отечественной войн. За храбрость, проявленную в ходе Первой мировой войны награждён тремя Георгиевскими крестами. Участвовал в установлении советской власти в Белоруссии после Октябрьской революции. В годы Гражданской войны воевал командиром партизанского отряда, был командиром роты в Богунском полку под командованием красного командира Николая Щорса. Во время Великой Отечественной войны генерал-майор Терешков командовал 413-й стрелковой дивизией, затем — 38-м стрелковым корпусом. За образцовое командование корпусом в Висло-Одерской операции и проявленное личное мужество получил звание Героя Советского Союза
- Федоренко, Анатолий Павлович — майор милиции, легендарный инспектор ДПС Нижнего Новгорода, 34 года отдавший службе на нижегородских дорогах, в последние годы — комендант центральной улицы Нижнего Новгорода — Большой Покровской[12]
- Хрынов, Алексей Евгеньевич (Алексей «Полковник») — известный российский рок-музыкант, автор-исполнитель, лидер группы «Полковник и Однополчане», радиоведущий
- Чернов, Кирилл Прокофьевич — участник Великой Отечественной войны, генерал-майор артиллерии, Герой Советского Союза[13]
- Шишкин, Александр Владимирович — джазовый музыкант, пианист, композитор Нижегородского государственного академического театра кукол, первый профессиональный представитель джазового мейнстрима в Нижнем Новгороде.
- Шлапаков, Иван Романович (1909—2001) — один из организаторов и руководителей партизанского движения во время Великой Отечественной войны.